# FNS27時間テレビ (2016年)
『FNS27時間テレビフェスティバル!』（エフエヌエスにじゅうななじかんテレビフェスティバル!）は、フジテレビ系列で2016年7月23日（土曜）18:30 - 7月24日（日曜）21:24（JST）まで生放送された30回目となる『FNS27時間テレビ』である。

## 概要
『FNS27時間テレビ』が『FNSスーパースペシャル 一億人のテレビ夢列島』として放送開始した昭和62年から数えて記念すべき第30回記念大会の放送となる。
亀山千広社長が製作総指揮を務めたのはこの年が最後となり（2017年6月の株主総会後、亀山が宮内正喜とフジテレビ・BSフジの社長ポストをトレードしたため）、日枝久会長と豊田皓副会長が制作代表を務めた最後の回でもある。
また、この年は『痛快TV スカッとジャパン』をベース番組として放送した。
本年のテーマは「一年に一度、皆さんに笑顔をお届けする大感謝祭」であり、史上最多の芸能人が出演し、史上最多の一般人が参加することができた「新しいお祭り」となった。また、例年であれば総合司会が番組全体を仕切るという形態であったが、本年は「テレビのフェス」ということで、実質的に総合司会に代わる「フェス実行委員会」と称したメンバーを設けているが、事実上進行役としては『スカッとジャパン』、『バイキング』、『ネプリーグ』、『超ハマる!爆笑キャラパレード』などのフジテレビのレギュラー番組のMC陣や『FNS27時間テレビ』総合司会経験者である明石家さんまや中居正広などがリレー形式で番組のMCを務めることになり、2001年の『FNS ALLSTARS27時間笑いの夢列島』以来のスタイルとなった。また、Tシャツ・キャラクターのデザインはリリー・フランキーが担当し、各コーナーの前にMC紹介映像、後にニーナちゃんが一言発する映像が流れた。
全放送時間の平均視聴率は7.7%で、『FNSの日』当時の最低の平均視聴率となった（これまでの最低は2013年の9.8%）。また、瞬間最高視聴率は23日20:57「番組対抗 スカッとジャパン国民投票フェス 第1部」放送中で16.9%だった（いずれもビデオリサーチ調べ、関東地区・世帯）。
番組内の長寿企画であった『さんま・中居の今夜も眠れない』が、この回をもって終了した。なお、1996年から毎年出演していた中居も、『27時間テレビ』への出演はこの年が最後となった。

## 主な出演者

### MCリレー
- 内村光良（ウッチャンナンチャン）
- 明石家さんま
- 加藤綾子（フリーアナウンサー）[注釈 1]
- 中居正広（当時：SMAP）
- Hey! Say! JUMP[注釈 2]（山田涼介・知念侑李・中島裕翔・岡本圭人・有岡大貴・髙木雄也・伊野尾慧・八乙女光・薮宏太）
- Kis-My-Ft2（北山宏光・千賀健永・宮田俊哉・横尾渉・藤ヶ谷太輔・玉森裕太・二階堂高嗣）
- バイキングMCオールスターズ
  - 坂上忍
  - ブラックマヨネーズ（小杉竜一・吉田敬）
  - 柳原可奈子
  - 高橋真麻（フリーアナウンサー）
  - おぎやはぎ（小木博明・矢作兼）
  - フットボールアワー（岩尾望・後藤輝基）
  - 雨上がり決死隊（宮迫博之・蛍原徹）
- ネプチューン（名倉潤・原田泰造・堀内健）
- 南原清隆（ウッチャンナンチャン）
- おぎやはぎ（小木博明・矢作兼）
- 松岡茉優

担当順

### フェス実行委員会
- 陣内智則
- 山崎弘也（アンタッチャブル）
- オードリー（若林正恭・春日俊彰）
- ピース（又吉直樹・綾部祐二）
- 伊野尾慧（Hey! Say! JUMP）
- 指原莉乃（当時：HKT48）

### 進行アナウンサー
- 永島優美（フジテレビアナウンサー）
- 佐野瑞樹（フジテレビアナウンサー）
- 宮司愛海（フジテレビアナウンサー）

### ナレーター
- 高田延彦 - 番組の随所でMCが交代する度に、高田のナレーションによるMCの紹介と「出てこいや!」の呼びかけが行われていた。

## 企画・コーナー

### 目玉企画
FNS全国高校生スーパーダンク選手権
- 進行:山崎弘也、永島優美
- スペシャルサポーター:Hey! Say! JUMP
- 実況:福永一茂（フジテレビアナウンサー）
- 審査員:田臥勇太 、田中大貴、ザック・バランスキー、津山向大、大宮宏正、城宝匡史、比江島慎、渡邉裕規、岡田優介、石橋貴俊、ファイ・パプ・月瑠、ジュリアス・アービング、ジャレッド・サリンジャー、五十嵐圭[11]、大神雄子、佐々木クリス
- ナレーション（チーム紹介）:吉村崇（平成ノブシコブシ）、澤部佑（ハライチ）

1999年と2000年に開催された「スーパーバスケ」が16年ぶりに復活した。トランポリンを使ってジャンプをしながら、バスケットゴールのバックボードに連続でボールを当て、最後の人がダンクシュートを決める「スーパーバスケ」で、27チームがFNS杯獲得を目指す。予選は中継をつなぎ各局の敷地や高校で、準決勝以降はお台場のスタジオで、それぞれ行った。
優勝はテレビ長崎代表の長崎日本大学高校であったが、2021年現在でFNS杯の単独優勝局はこれが最後となっている。
FNS全国そっくりキャラ選手権
- 進行:若林正恭[12]、宮司愛海

FNS各系列局から選出された人や、放送中に行われた「そっくりキャラ飛び込みオーディション」を勝ち抜いたそっくりさんが登場し、各コーナーの出演者の判定による「そっくり」数で勝負を決める。AからGブロックのトーナメントの優勝者には賞金100万円が贈呈される。
なお、最高「そっくり」数が複数居た場合は審査員の番号札で決めた。
テレビ静岡代表の田中将大投手のそっくりさんが優勝した。
ナオトの!27時間でみんなと一緒に100曲歌うフェス
- 出演:ナオト・インティライミ
- 進行:ピース（又吉直樹・綾部祐二）、生田竜聖（フジテレビアナウンサー）
- アーティスト:石井竜也（米米CLUB）、Kis-My-Ft2、スガシカオ、chay、PUFFY（大貫亜美・吉村由美）、藤巻亮太
- ゲスト:森高千里、渡部建（アンジャッシュ） - 両者は同局の大型音楽番組『FNS歌謡祭』『FNSうたの夏まつり』『FNSうたの春まつり』で司会を担当していることもあり、コーナーの進行を一時期的にピースや生田の代わりに手伝った。
- VTR:さだまさし

ナオトがさまざまなアーティストとコラボしながら、100曲を目指して歌い続ける。グランドフィナーレ中に歌った『上を向いて歩こう』で完走となった。
ビートたけし中継
- 出演:ビートたけし（火薬田ドンを参照）

AKBの中心で愛を叫ぶ〜告れメッセージフェス
- 出演:指原莉乃（当時HKT48）、AKB48

視聴者の「今まで言えなかった愛の告白」がAKB48「LOVE TRIP」の生放送ライブの中で流れるという、歌と告白のコラボ企画である。
超めざましじゃんけん
- 出演:伊野尾慧（Hey! Say! JUMP）

伊野尾がフェス実行委員会のメンバーたちとじゃんけん対決をする。

### その他の企画・コーナー
グランドオープニング
今回の『FNS27時間テレビ』の趣旨を説明するVTRが流れた後、お台場みんなの夢大陸内「GOLD SUMMER スタジアム」よりスタート。「ビート・カッパ・北野」による水中脱出中継、Hey! Say! JUMPによるスーパーダンク及びFNS全国高校生スーパーダンク選手権予選第1試合を行った。
番組対抗 スカッとジャパン国民投票フェス 第1部
- MC:内村光良（ウッチャンナンチャン）
- ゲスト:宮根誠司（Mr.サンデー）、坂上忍・小峠英二・蛭子能収（優しい人なら解ける クイズやさしいね）、小倉智昭・菊川怜・笠井信輔（情報プレゼンター とくダネ!）、仲間由紀恵（MUSIC FAIR）、菜々緒（好きな人がいること）
- 出演:竹内力、夏川加奈子、山村紅葉、津田寛治、木下ほうか

23日・24日の両日に跨り、第1部と第2部を分割して放送された。
『スカッとジャパン』が他のフジテレビの番組とコラボレーションして、その番組MCがスカッとドラマに参戦して『スカッとジャパン』が誇る悪役俳優と共演する形で放送された。参戦した番組とMC（レギュラー・主演）は『Mr.サンデー』の宮根誠司、『優しい人なら解ける クイズやさしいね』の坂上忍・蛭子能収、『情報プレゼンター とくダネ!』の小倉智昭・菊川怜・笠井信輔、『MUSIC FAIR』の仲間由紀恵・軽部真一、『好きな人がいること』の菜々緒、『スポーツLIFE HERO'S』の加藤綾子、『HOPE〜期待ゼロの新入社員〜』の中島裕翔。さらに、それぞれのドラマの「スカッと」度を視聴者がデータ放送やパソコン・スマートフォンなどを使うインターネット投票により、“最もスカッとする話”を決定した。
ホンマでっか!?TV 生人生相談SP
- MC:明石家さんま
- 進行:加藤綾子
- ゲスト:古舘伊知郎
- パネラー:磯野貴理子、島崎和歌子、ブラックマヨネーズ、マツコ・デラックス、オードリー（若林正恭・春日俊彰）、陣内智則
- 評論家:池田清彦（生物学）、武田邦彦（環境）、植木理恵（心理）、重太みゆき（印象）、亀井眞樹（統合医療）、岩下尚史（伝統文化）、門倉貴史（経済）、澤口俊之（脳科学）

さんまと古舘は16年ぶりの共演であり、本番組内で同番組の生スペシャル版が放送されるのは3年ぶり。
さんまのお笑い生向上委員会
- MC:明石家さんま
- アシスタント:久代萌美（フジテレビアナウンサー）
- ゲスト向上芸人:東国原英夫
- 委員会メンバー:今田耕司、太田光（爆笑問題）、雨上がり決死隊（宮迫博之・蛍原徹）、堀内健（ネプチューン）、ウド鈴木（キャイ〜ン）、ずん（飯尾和樹・やす）、土田晃之、中川家（中川剛・中川礼二）、岡田圭右（ますだおかだ）、井戸田潤（スピードワゴン）、永野、岩井ジョニ男（イワイガワ）、ロッチ（中岡創一・コカドケンタロウ）、狩野英孝、トレンディエンジェル（斎藤司・たかし）、サンシャイン池崎
- さんまスティック4（スペシャルモニター横芸人）:間寛平、村上ショージ、松尾伴内、ジミー大西

サブタイトルは「東をどげんかせんといかんSP」。東国原を芸人として向上・復活させるためのトークを行った。「さんまスティックフォー」の面々は『痛快!明石家電視台』レギュラーであり、放送では番組内で行われる通称「明石家定食」も頻繁に行われた。今田はNHKでの生放送があるため、途中でフジテレビから移動した。また、フジテレビ上層部の判断により、本コーナーの延長が放送中に決まった。
さんま・中居の今夜も眠れない
- MC:明石家さんま、中居正広（当時SMAP）
- 『スポーツLIFE HERO'S』担当:加藤綾子、宮澤智（フジテレビアナウンサー）

いただきハイジャンプ×キスマイBUSAIKU!? 超合体フェス
- MC:Hey! Say! JUMP、Kis-My-Ft2
- 進行:田村淳（ロンドンブーツ1号2号）、佐野瑞樹（フジテレビアナウンサー）

メンバーが「一大事を解決できる男はカッコいい!」をテーマに、「BUSAIKUランキング」と「水泳対決」で戦った。Hey! Say! JUMPとKis-My-Ft2のバラエティ番組での共演は初だった。
バイキング オールスターフェス 怒れる芸能人SP
- MC:坂上忍（バイキングMC）
- 進行:榎並大二郎（フジテレビアナウンサー）
- ゲスト:上西小百合
- 曜日MC・レギュラー
- 月曜日:ブラックマヨネーズ（小杉竜一・吉田敬）、IKKO、野々村真
- 火曜日:柳原可奈子、高橋真麻、サンドウィッチマン（伊達みきお・富澤たけし）
- 水曜日:おぎやはぎ（小木博明・矢作兼）、森泉、アンガールズ（田中卓志・山根良顕）
- 木曜日:フットボールアワー（岩尾望・後藤輝基）、横澤夏子、REINA（当時セクシーチョコレート）
- 金曜日:雨上がり決死隊（宮迫博之・蛍原徹）、東国原英夫（定番ゲスト）、橋本マナミ、山本彩（当時NMB48、不定期）

『バイキング』として初の27時間テレビスペシャル放送。全曜日のバイキングメンバーが初めて一堂に会し、月曜日のレギュラーコーナー「怒れる○○さん」の特別編として「怒れる芸能人SP」を開催。バイキングメンバーが「今、怒っている人」、「怒りをぶつけたい人」を発表し、その相手をスタジオに呼んで生対決した。
林修先生からの挑戦状！ネプリーグ 真夏の女子アナセンター試験
- MC:ネプチューン（名倉潤、原田泰造、堀内健）
- 出演:上田まりえ、岡副麻希、高橋真麻、馬場典子、本田朋子（『27時間テレビ』への出演は退社年の2013年以来、3年ぶりとなった）、丸岡いずみ、FNS各局の女性アナウンサー

アナウンサーならできて当然の常識クイズに女性アナウンサーたちがチャレンジし、女性アナ界最強のインテリ、つまり「女性アナセンター」を決定した。名倉は、タイ国際放送アナウンサーのナグラット潤子としてクイズに参加した。同番組の生スペシャル版が放送されるのは4年ぶりである。
爆笑キャラパレード 紅白キャラ合戦SP
- MC:南原清隆（ウッチャンナンチャン）
- 出演:中尾彬、関根勤、榊原郁恵、千原ジュニア（千原兄弟）、柳原可奈子
- 白組:平子祐希（アルコ&ピース）、くっきー（野性爆弾）
- 紅組:横澤夏子、木下隆行（TKO）、平野ノラ

過去に番組で登場した名物キャラクターを紅白に分け、その面白さを競った。また、スペシャルバージョンとして関根勤や青山テルマも参戦した。
笑わせたもん勝ちトーナメント KYO-ICHI
- MC:おぎやはぎ、松岡茉優
- スペシャルゲスト:氣志團（綾小路翔・早乙女光・西園寺瞳・星グランマニエ・白鳥松竹梅）
- 出演:しずる（村上純・池田一真）、我が家（坪倉由幸・杉山裕之・谷田部俊）、ラバーガール（飛永翼・大水洋介）、どぶろっく（森慎太郎・江口直人）、チョコレートプラネット（長田庄平・松尾駿）、ニューヨーク（嶋佐和也・屋敷裕政）、ゆりやんレトリィバァ、ジャイアントジャイアン（かーしゃ・コマタツ）、ミキ（昴生・亜生）、バンビーノ（石山大輔・藤田裕樹）、馬鹿よ貴方は（新道竜巳・平井“ファラオ”光）、サンシャイン池崎
- ナレーション:綾小路翔（氣志團）

漫才、コント、ピン芸、音ネタなどの全てのジャンルの芸人が集い、今日1番面白い芸人、つまり「KYO-ICHI」を決める「お笑い1DAYトーナメント」を開催。
バンビーノ・どぶろっく・ミキの3組が決勝に進出し視聴者の投票の結果、ミキが優勝となった。
『KYO-ICHI』はこの番組での放送後に単発番組として第2回が放送された。
競馬中継
函館2歳ステークスが生中継された。
番組対抗 スカッとジャパン国民投票フェス 第2部
- ゲスト:加藤綾子（スポーツLIFE HERO'S）、中島裕翔（HOPE〜期待ゼロの新入社員〜）
- 出演:宍戸美和公、木下ほうか

第1部と同様（上記参照）
サザエさん
- 「うちでいちばん偉い人」
- 「100人のお客様」
- 「磯野家スカッと大作戦」
  - ゲスト声優:内村光良、木下ほうか、菜々緒、山村紅葉、夏川加奈子、宍戸美和公

『スカッとジャパン』のメンバーがサザエさんに登場。このコーナーのみ、字幕放送と解説放送を実施。
グランドフィナーレ
胸キュンスカッと 生放送スペシャル
『スカッとジャパン』の人気コーナー「胸キュンスカッと」を放送。後半部分は生放送で行った。スマートフォンのライトで夜の星空を再現し、浴衣を着用してお台場に集まる事で先着300名がエキストラとして参加することができた。
- 出演:横浜流星、大友花恋、高田延彦、ナオト・インティライミ

KYO-ICHI ファイナルラウンド
全国そっくりキャラ 決勝戦
27時間100曲フェス フィナーレ
スーパーダンク選手権 決勝戦
27人スーパーダンクに挑戦・エンディング
2016年度の新人アナウンサーである藤井弘輝、上中勇樹、鈴木唯、堤礼実、永尾亜子の5人が、毎年恒例の提供スポンサー読みを務めた（立会人は佐藤里佳アナウンス部長）。番組のフィナーレとしてエキシビジョンとして決勝に進出した3校の高校生18人とHey! Say! JUMPの9人を加えた27人によるスーパーダンクに挑戦した。最後はミスしても強引に継続し、7度目のチャレンジで27人スーパーダンクを成功させフィナーレとなった。

## テーマ曲
- 小沢健二『強い気持ち・強い愛』
- 氣志團『One Night Carnival』（笑わせたもん勝ちトーナメント KYO-ICHI）
- 服部克久『虹 Arc en Ciel』（提供スポンサー読み）

## 視聴率
ビデオリサーチ調べ・関東地区・世帯
番組全体平均視聴率は関東地区が7.7%。『FNSの日』における歴代最低視聴率を更新した。
番組瞬間最高視聴率は関東地区は23日 20:57の「痛快TV スカッとジャパン」の16.9%、関西地区は「ホンマでっか!?TV」のコーナーの15.3%だった。
コーナー別視聴率（下記参照・関東地区）
| 視聴率 | 集計時間            | コーナー名                                                                      |
| ------ | ------------------- | ------------------------------------------------------------------------------- |
| 08.7%  | 23日 18:30 - 19:00  | グランドオープニング                                                            |
| 09.8%  | 23日 19:00 - 21:00  | 番組対抗スカッとジャパン 国民投票フェス 第1部                                   |
| 13.3%  | 23日 21:00 - 22:55  | ホンマでっか!?TV 生人生相談SP                                                   |
| 09.4%  | 23日 22:55 - 翌0:30 | さんまのお笑い生向上委員会                                                      |
| 04.9%  | 24日 0:30 - 4:00    | さんま・中居の今夜も眠れない                                                    |
| 03.0%  | 24日 4:00 - 6:00    | いただきハイジャンプ×キスマイBUSAIKU!? 超合体フェス                             |
| 06.6%  | 24日 6:00 - 8:00    | FNS全国高校生スーパーダンク選手権                                               |
| 07.9%  | 24日 8:00 - 10:00   | バイキング オールスターフェス 怒れる芸能人SP                                    |
| 09.3%  | 24日 10:00 - 13:30  | ネプリーグ 真夏の女子アナセンター試験                                           |
| 06.5%  | 24日 13:30 - 17:00  | 爆笑キャラパレードフェス 真夏のキャラ祭り〜笑わせたもん勝ちトーナメントKYO-ICHI |
| 06.8%  | 24日 17:00 - 18:30  | 告れメッセージフェス〜番組対抗スカッとジャパン 国民投票フェス 第2部             |
| 09.5%  | 24日 18:30 - 21:24  | サザエさん〜グランドフィナーレ                                                  |

## 関連番組

### 事前番組
- 今週末はFNS27時間テレビフェス!（2016年7月19日 0:25-0:35）
  - 出演:陣内智則
- 今週末はFNS27時間テレビフェス!（2016年7月20日 0:25-0:35）
  - 出演:ピース（又吉直樹・綾部祐二）
- 今週末はFNS27時間テレビフェス!（2016年7月21日 0:35-0:45）
  - 出演:オードリー（若林正恭・春日俊彰）
- 今週末はFNS27時間テレビフェス!（2016年7月22日 0:40-0:50）
  - 出演:伊野尾慧（Hey! Say! JUMP）
- 今週末はFNS27時間テレビフェス!（2016年7月23日 0:55-1:05）
  - 出演:山崎弘也（アンタッチャブル）、指原莉乃（HKT48）
- 27時間テレビフェスはこの後すぐ!（2016年7月23日 15:00-17:00[注釈 6][注釈 7]）

### 事後番組
- いただきハイジャンプ（2016年7月28日 1:35-2:05）

Hey! Say! JUMPが挑戦したスーパーダンクの裏側などが放送された。
- 魁!ミュージック（2016年8月1日 1:00-1:30）

ナオト・インティライミに密着した様子や、コラボしたアーティストからのコメント、コラボ未放送曲『日日是好日』などが放送された。
- アナマガ「新人今日行く！」 #3「FNS27時間テレビ 提供読みの現場に密着！！」（フジテレビオンデマンド、2016年8月24日 17:00配信開始）

## スタッフ
[FNSの日 制作実行委員会]
- - 実行委員長：田村敬
  - 副委員長：石原隆
  - 事務局長：神戸慎司
  - 事務局次長：宮道治朗
  - ネットワーク部：小野島徹、中島仁、河野真実、松下緑、佐藤真紀子、亀山哲生
  - 編成部：藤井修、武田誠司、橋本英司、村上正成、安藤明
  - 広報部：山本麻祐子
  - 広告宣伝部：斎藤千可子
  - 営業推進部：丹羽花奈、宮川健
  - アナウンス室：佐久間茂、佐藤里佳
  - ライツ：則松慧、菊竹龍
  - 湾岸スタジオ：磯部晃人
  - データ放送：清水淳司、腰塚悠、齋藤浩史、岩崎祐也
  - FNSデータ放送制作局：石井謙吾、名倉博明、瀧祐作、木本光知歌、中島啓、岩田健吾、井澤一貴、奥本誠、越智実咲、大道豊
  - デジタルプランナー：副島史郎、若狭正生、一戸悟史
  - Web連動：藁谷憲幸、荻野忠雄、網渕武範、加藤佳幸
  - HP制作：株式会社シマヲ 上島和也、藤本昌
- 構成：樋口卓治、大井達朗、山内正之、くらなり、桝本壮志、今村クニト、竹村武司
- 作家：安斎友郎、石原健次、伊東雅司、今関ちなつ、梅村真也、海老克哉、大野ケイスケ、大平尚志、小笠原英樹、小野寺雅之、加藤正人、金森直哉、木村圭太、木村祐一、倉本美津留、コバヤシマナブ、小峯裕之、酒井義文、鈴木おさむ、田中到、デーブ八坂、とちぼり元、長谷川朝二、長谷川優、福原フトシ、藤井直樹、松井洋介、向山佳綱、森ハヤシ、山内浩嗣
- ナレーション：高田延彦、立木文彦、茂木淳一、澤部佑、吉村崇、DJナイク

〈フジテレビ技術〉
- - 技術プロデューサー：斉藤伸介、馬塲義土、長田崇
  - TD・SW：米山和孝、永野進、西川明音、輿水卓、江藤秀一、佐藤昭吾、田熊克二、桶田昌利、毛利敏彦、佐藤大視、松井光太郎、中市友、高瀬義美、高田治、河西純、岩田一巳、小川利行、長瀬正人、宮崎健司、藤本伸一、宮本直也
  - カメラ：水長卓朗、後藤継一郎、中島佑馬、真野昇太、村上俊介、矢代祐一、小池悟志、小出豊、遠藤俊洋、伊郷憲二、上田軌行、森内一行、池田幸弘、青柳貴子
  - 映像：大西幸二、福田立基、田淵昌樹、井上陽介、小川栄治、久保島春樹、田中昭博、大塚高矢、澤田将人、富澤貴啓、原啓教、齋藤雄一、水野博道、宮本学、高橋正直、山下悠介、武田和浩、土井理沙、山下義子、藤尾美之
  - 音声：戸田裕生、石川剛、浮所哲也、太田宗孝、小幡一網、片山勇、菊池道元、國谷哲男、小清水健治、斎藤由佳、鹿又健一、渋谷裕之、鈴木岳登、高橋幸則、奈良岡純一、西尾征剛、本間祥吾、藤橋浩司郎、元山拓巳、森田篤、和田啓之
  - 照明：小林敦洋、大野遙平、嶺岸一彦、大竹康裕、高木一成、後藤雅彦、本沢啓史、安藤雅夫、堀田耕二、川田敦史、三觜繁、谷口明美、根本進、宗像徹馬、堀江泰輔、小熊豊、藤沢勝
  - VTR：中山隆、関口翔平
  - 回線管制部：島田靖久、篠原一成
  - 放送部：中田智之、持田剛志、大野史敬
  - デジタル技術運用部：飯田智之、遠山健太郎、中山陽介、湯原光泰、神澤俊也
  - 技術協力：fmt、共同テレビ、ニューテレス、㈱共立、サンフォニックス、共同エディット、田中電設工業、明光セレクト、三穂電機、インターナショナルクリエイティブ、レントアクト昭特、バンエイト、マルチバックス、東京チューブ、デジデリック、スウィッシュジャパン、テルミック、WIND UP、エヌ・エス・ティー、ビデオスタッフ、jeen、Spoke 
    - フジテレビ・オール技術スタッフ

〈フジテレビ美術〉
- - 美術プロデューサー：平岡慶大
  - デザイナー：鈴木賢太、永井達也、安部彩、あべ木陽次、斎田崇史、武田紗代子、西出光豊、邨山直也、吉田強
  - 美術進行：糀田学、鈴木あみ、内山高太郎、塩谷達郎、鈴木真吾、谷元沙紀、中村秀美、西嶋友里、西村貴則、林勇、平山雄大、三上貴子、矢野雄一郎
  - CG統括・デザイン：木本禎子
  - CGプロデューサー：久保田幸、小倉敦之
  - CGディレクター：鈴木鉄平、秋里直樹、髙橋康之、ヨシダシゲル
  - CG制作：一柳彩乃、相馬揚介、千代祥子、川﨑正裕、武井裕介 Rice, Field.Inc、PARK GRAPHICS
  - CG送出：齋藤芳崇、宮下幸恵、草崎祐一郎、大竹雄一郎、三橋麻美、木村健史郎
  - 美術協力：東宝舞台、チトセアート、ナカムラ総美、ヤマモリ、テレフィット、テルミック、輿進電化、コマデン、エスケイシステム、野沢園、京花園、東京特殊効果、サンフォニックス、千葉洋行、ファイバーワーク、山田かつら、東京衣裳、京阪商会、神田屋、美粧屋 
    - フジテレビ・オール美術スタッフ
- 編集：吉川豪、坂本貴志
- MA：山岸慎一郎、高橋誠一郎
- 音響効果：松長芳樹、大久保吉久、大貫孝輔、大平拓也、千本洋、高田智彰、小堀一、田中寿一、長濱麻衣子、星裕介 デジタルサーカス、OKK、J-WORKS、4-Legs、3×7、BABY
- 編集協力：IMAGICA、共同テレビジョン
- 警備：ビーブス、アドゲイプロモーション、パワープラント、ジョイン、佐久間浩
- 写真協力：アマナイメージズ、getty Images
- 調査：フォーミュレーション、リベラス、STEELO
- ロケ協力：DAM第一興商
- 制作協力：IVSテレビ制作、アルファ・グリッド、イースト・エンタテインメント、FCC、共同テレビジョン、佐藤映像、ZEAL、ジャパンアクションエンタープライズ、スタッフラビ、SPIN GLASS、HiHO-TV、BEE BRAIN、プラットフォームインク
- 協力：よしもとクリエイティブ・エージェンシー、ジャニーズ事務所、ケイダッシュステージ、プロダクション人力舎、太田プロダクション、オフィス北野、マセキ芸能社、ワタナベエンターテインメント、ジャパン・ミュージックエンターテインメント、AKS、エンジン、ヒラタオフィス、アイウエオ企画、アヴァンセ
- サザエさん：森田浩光、渡辺恒也、野﨑理、田中洋一、清水菜未
- ナオト・インティライミ 27時間フェス
  - 演出：島田和正
  - プロデューサー：河本晃典、後藤夏美
  - バンド：Gt.木島晴夫、Ba.鈴木渉、Dr.波田野哲也、Key.ミトカツユキ、Mani.向笠高章、Arr.大久保薫
- 制作業務デスク：幸田さゆり、有馬智子、亀高美智子、田中美智代
- タイムキーパー：海老澤廉子、楮本眞澄、松下絵里、斉藤裕里、江野澤郁子、平野美紀子、山口奈保美、槇加奈子、髙木美紀、水越理恵、星美香、色摩涼
- デスク：馬場瞳、小林琴美、亀井幸恵、黒木智子、古賀美由紀、関下由美子、曽我加仰里、高橋沙織、谷山里美、弦牧和子、福田有岐、保坂美帆、宮崎由佳
- 本部AD：大家璃子、片岡新己留、千葉悠矢、間島陸、岩下弘之
- フロアディレクター：忍穂井綾、佐々木崇人、登内翼斗
- 本部AP：堀川香奈、小関悠介
- 本部プロデューサー：朝妻一、挾間英行、坪井貴史、速水大介、和田健、田岸宏一、鈴木康祝
- フジテレビディレクター：東隆志、安部聖之、新井孝輔、井口泰志、池田哲也、石川祐樹、石武士、市川貴弘、市村智哉、伊藤淳一、伊藤嘉彦、稲垣史彦、今瀧洋介、牛窪真二、内田義之、大野寿之、太田秀司、岡順一郎、岡田純一、岡亨、岡部剛、岡本舞、岡本光弘、荻谷俊介、加賀佐知子、筧大輝、加藤富久、加藤智明、金澤賢史、上西浩之、河井二郎、川瀬貴裕、川名良和、神田洋昭、北山拓、久保田集、熊澤美麗、桑島岳大、小山亮太、坂田政度、斉田泰伸、斎藤拓也、齊藤由和、斎藤龍佑、佐竹優希、佐藤一輝、佐藤詳悟、佐藤智之、佐藤正樹、澤田親宏、志賀一寿、渋谷曜、嶋田武史、島本亮、庄司裕暁、白川誠、城間康男、菅野貴志、杉原裕一、鈴木剛、鈴木善貴、曽我和隆、高瀬康宏、高橋恵理香、高橋正尚、武田喜栄、田村貴広、田中雄一、堤俊博、出口敬生、寺田裕、土井功輔、唐雅則、常盤俊郎、飛田竜平、長江俊和、中嶋亮介、西田賢、萩原啓太、浜崎綾、早坂渉、原武範、萬匠祐基、疋田雅一、平田亮輔、樋渡昇一郎、古武直城、松村耕平、松本絵里、三谷三四郎、宮崎鉄平、山﨑清太、山﨑貴博、山下哲、山田賢太郎、山本慶太、山本泰輔、湯本健一郎、吉田渉、吉村忠史、嘉元規人、四方田翔平、渡辺剛、渡辺琢、渡辺資、渡邉正人、渡邊將行
- フジテレビプロデューサー：青木広美、上妻奈央、安部公代、阿見たか子、五十嵐剛、五十嵐久也、石川陽、今尾千里、上原敏明、大江菊臣、大川泰、大川友也、太田兼仁、大野真希、大和田宇一、岡村恭子、岡田恵里、小澤慧里子、加藤大、金井尚史、壁谷悌之、亀森幸二、神﨑素子、菊岡郁枝、北口富紀子、桐谷太一、金佐智絵、工藤江美子、栗原志帆、黒木彰一、小須田和彦、児玉芳郎、桜井堅一朗、笹谷隆司、貞本有紀、佐藤基、高橋研、高橋潤、高橋洋子、竹内承、千葉洋美、寺田久美子、長尾忠彦、中村倫久、中山佳祐、西敏也、濱潤、林田直子、原島雅之、原田廣一、春名剛生、平岡大二郎、藤野良太、双川正文、増谷秀行、松本明美、三浦淳、宮崎鉄平、藪木健太郎、山崎亮介、山本布美江、吉筋公美、渡邊貴 
  - フジテレビ第二制作センター オールスタッフ
- Tシャツ・キャラクターデザイン：リリー・フランキー
- ニーナちゃんの声：やくしまるえつこ
- スーパーバイザー：三宅恵介、石田弘
- 制作：金田耕司、夏野亮、佐々木将
- 煽りVTR演出：佐藤大輔
- 演出：小林正彦、角山僚祐、大橋圭史、中澤智有、和田英智
- チーフプロデューサー：小仲正重、中嶋優一、板谷栄司
- 総合演出：木月洋介
- 総合プロデューサー：濱野貴敏
- 制作著作：フジテレビ/フジネットワーク27社